# Copa Mundial de Clubes de la FIFA 2025
La Copa Mundial de Clubes de la FIFA 2025 fue la vigésima primera edición del torneo internacional de clubes de fútbol de la FIFA y la primera que es disputada bajo el formato que reúne a 32 equipos de las 6 confederaciones continentales.
Se disputó en los Estados Unidos, dentro del calendario internacional masculino, en el período reservado a la extinta Copa FIFA Confederaciones, del 14 de junio al 13 de julio.
Es la primera edición del torneo tras su reestructuración, por lo que se la ha referido con el término «Super Mundial de Clubes». Se proyecta que se dispute cada cuatro años, a semejanza de la Copa Mundial de la FIFA de selecciones.
El campeón fue el Chelsea de Inglaterra, tras derrotar al conjunto francés Paris Saint-Germain por 3:0 en la final.

## Antecedentes
Estaba proyectado para jugarse desde el 17 de junio al 4 de julio de 2021, pero debido a la congestión de partidos causada por el impacto de la pandemia de COVID-19 en el fútbol, la Eurocopa y la Copa América se pospusieron desde mediados de 2020 hasta mediados de 2021, tras lo cual el torneo fue reprogramado hasta el verano del 2025.
La pandemia retrasó los planes de la FIFA en forma que, por lo menos en 2021, el Supermundial no se jugó y se reemplazó por el formato con el que se venía jugando, de siete equipos, con sede en Emiratos Árabes Unidos en 2021, Marruecos en 2022 y Arabia Saudita en 2023.

## Candidaturas
Para la edición piloto del formato ampliado de la Copa Mundial de Clubes, la FIFA anunció el 3 de junio de 2019 que analizarían y se acercarían de manera proactiva a los posibles anfitriones y que la decisión final será tomada por el Consejo de la FIFA en su reunión en Shanghái, China. El 23 de octubre de 2019, Gianni Infantino dio un comunicado de que la edición del Mundial de Clubes 2021 se jugaría en China, después de ser elegida por unanimidad en la reunión pactada. El 28 de diciembre de 2019, la Asociación China de Fútbol anunció las 8 ciudades que serían sede del torneo.
Sin embargo debido a la pandemia de COVID-19, identificada por primera vez en diciembre de 2019, se paralizaron las competiciones deportivas y, por lo tanto, la FIFA decidió postergar el evento sin fecha establecida, manteniendo a China como sede, hasta cuando sea confirmada o sea otro país que acoja.
El 16 de diciembre de 2022 el presidente de FIFA Gianni Infantino confirmó la realización del Mundial de Clubes con 32 equipos cada cuatro años a partir del verano boreal de 2025, «en una sede concreta», sin confirmar a China, en el espacio de la antigua Copa FIFA Confederaciones.
Finalmente, el 23 de junio de 2023 el Consejo de la FIFA designó por unanimidad a Estados Unidos como anfitrión del nuevo Mundial de Clubes.

## Formato
Los 32 participantes se dividieron en ocho grupos de cuatro equipos cada uno. No podrá haber más de un equipo de cada confederación por grupo, excepto en el caso de la UEFA, que tendrá a dos representantes en cuatro de los grupos. Los dos primeros de cada grupo se clasificaron para los octavos de final. 
A partir de octavos de final en adelante, si el partido terminaba empatado se jugaba un tiempo suplementario. Si el resultado siguía igualado tras la prórroga, se definía con tiros desde el punto penal. No hubo partido por el tercer puesto.
Los equipos disputaron un mínimo de tres partidos si eran eliminados en la fase de grupos, y un máximo de siete si llegaban hasta la final.

## Asignación de cupos
El 14 de febrero de 2023, el Consejo de la FIFA aprobó la asignación de plazas para el torneo con base en «un conjunto de métricas y criterios objetivos». La UEFA fue premiada con la mayoría de las plazas, con doce, mientras que la Conmebol recibió la segunda mayor cantidad con seis. AFC, CAF y CONCACAF recibieron cada una cuatro plazas, mientras que la OFC y el país sede recibieron una plaza cada uno. En el 14 de marzo, el Consejo de la FIFA aprobó los principios clave de la lista de acceso para el torneo. Los principios son los siguientes, considerando un período de cuatro años de 2021 a 2024:
- UEFA (12 cupos): acceso para los ganadores de las cuatro temporadas anteriores de la competición de clubes de élite de la confederación, y equipos adicionales que se determinarán mediante un ranking de clubes del período de cuatro años.

- Conmebol (6 cupos): acceso para los ganadores de las cuatro temporadas anteriores de la competición de clubes de élite de la confederación, y equipos adicionales que se determinarán mediante un ranking de clubes del período de cuatro años.
- AFC, CAF y Concacaf (4 cupos cada uno): acceso para los ganadores de las cuatro temporadas anteriores de la competición de clubes de élite de la confederación.
- OFC (1 cupo): acceso para el club mejor clasificado entre los ganadores de las cuatro temporadas anteriores de la competición de clubes de élite de la confederación.
- País anfitrión (1 cupo): se determinará en una etapa posterior.

Si un club gana dos o más temporadas de la competición de clubes de élite de su confederación, los equipos adicionales se determinarán mediante un ranking de clubes del período de cuatro años. Se aplicará una restricción de dos clubes por asociación, con una excepción si más de dos clubes de la misma asociación ganan la competición de clubes de élite de su confederación. El método de cálculo para el ranking de clubes de cuatro años dentro de cada confederación se basará en criterios deportivos y se finalizará después de consultar con las confederaciones y las partes interesadas.

## Equipos participantes
Según la lista de acceso, los equipos que se han clasificado para el torneo serían los siguientes. En cursiva los equipos debutantes:
| Confederación                         | Equipo | Vía de clasificación |
| ------------------------------------- | --- | --- |
| África 4 cupos                        | Al-Ahly Wydad Casablanca Espérance de Tunis Mamelodi Sundowns                                                                                              | Campeón de la Liga de Campeones de la CAF (2020-21, 2022-23 y 2023-24) Campeón de la Liga de Campeones de la CAF (2021-22) 1.er equipo no campeón mejor ubicado del Ranking CAF 2021-2024 2.º equipo no campeón mejor ubicado del Ranking CAF 2021-2024 |
| Sudamérica 6 cupos                    | Palmeiras Flamengo Fluminense Botafogo River Plate Boca Juniors                                                                                            | Campeón de la Copa Conmebol Libertadores (2021) Campeón de la Copa Conmebol Libertadores (2022) Campeón de la Copa Conmebol Libertadores (2023) Campeón de la Copa Conmebol Libertadores (2024) 1.er equipo no campeón mejor ubicado del Ranking Conmebol 2021-2024 2.º equipo no campeón mejor ubicado del Ranking Conmebol 2021-2024 |
| Asia 4 cupos                          | Al-Hilal Urawa Red Diamonds Al-Ain Ulsan HD | Campeón de la Liga de Campeones de la AFC (2021) Campeón de la Liga de Campeones de la AFC (2022) Campeón de la Liga de Campeones de la AFC (2023-24) 1.er equipo no campeón mejor ubicado del Ranking AFC 2021-2024 |
| Europa 12 cupos                       | Chelsea Real Madrid Manchester City Bayern Múnich Paris Saint-Germain Borussia Dortmund Inter de Milán Porto Atlético de Madrid Benfica Juventus Salzburgo | Campeón de la Liga de Campeones de la UEFA (2020-21) Campeón de la Liga de Campeones de la UEFA (2021-22 y 2023-24) Campeón de la Liga de Campeones de la UEFA (2022-23) 1.er equipo no campeón mejor ubicado del Ranking UEFA 2021-2024 2.º equipo no campeón mejor ubicado del Ranking UEFA 2021-2024 3.º equipo no campeón mejor ubicado del Ranking UEFA 2021-2024 4.º equipo no campeón mejor ubicado del Ranking UEFA 2021-2024 5.º equipo no campeón mejor ubicado del Ranking UEFA 2021-2024 6.º equipo no campeón mejor ubicado del Ranking UEFA 2021-2024 7.º equipo no campeón mejor ubicado del Ranking UEFA 2021-2024 8.º equipo no campeón mejor ubicado del Ranking UEFA 2021-2024 9.º equipo no campeón mejor ubicado del Ranking UEFA 2021-2024 |
| Norte, Centroamérica y Caribe 4 cupos | Monterrey Seattle Sounders Pachuca Los Angeles | Campeón de la Liga de Campeones de la Concacaf (2021) Campeón de la Liga de Campeones de la Concacaf (2022) Campeón de la Copa de Campeones de la Concacaf (2024) Ganador de la eliminatoria de la Concacaf, tras la descalificación del Club León |
| Oceanía 1 cupo                        | Auckland City | Campeón de la Liga de Campeones de la OFC mejor ubicado del Ranking OFC 2021-2024 |
| Estados Unidos País anfitrión         | Inter Miami | Campeón de la MLS Supporters' Shield como mejor equipo de la temporada regular de la Major League Soccer 2024. |

### Eliminatoria por el cupo vacante del Grupo D
| 31 de mayo                                                                      | Los Angeles                   | 2:1 (1:1; 0:0) (t. s.) | América              | BMO Stadium, Los Ángeles                                                      |                                                                               |
| 19:30 (UTC-7)                                                                   | Igor Jesus 89' · Bouanga 115' | Reporte                | Rodríguez 64' (pen.) | Asistencia: 20 714 espectadores Árbitro(s): Wilton Sampaio VAR: Nicolás Gallo | Asistencia: 20 714 espectadores Árbitro(s): Wilton Sampaio VAR: Nicolás Gallo |
| Los Angeles clasificó a la Copa Mundial de Clubes 2025 y se integra al Grupo D. |                               |                        |                      |                                                                               |                                                                               |

## Sedes
Las sedes se anunciaron el 28 de septiembre de 2024, con un total de 12 estadios en 11 ciudades.
| Georgia                 | Florida | Florida | Florida               |
| ----------------------- | --- | --- | --------------------- |
| Atlanta                 | Miami Gardens | Orlando | Orlando               |
| Mercedes-Benz Stadium   | Hard Rock Stadium | Inter&Co Stadium | Camping World Stadium |
| Capacidad: 75 000       | Capacidad: 65 000 | Capacidad: 25 000 | Capacidad: 65 000     |
|                         | | |                       |
| Carolina del Norte      | Atlanta Charlotte Cincinnati Pasadena Miami Gardens Nashville East Rutherford Orlando Filadelfia Seattle Washington D. C. | Atlanta Charlotte Cincinnati Pasadena Miami Gardens Nashville East Rutherford Orlando Filadelfia Seattle Washington D. C. | Nueva Jersey          |
| Charlotte               | Atlanta Charlotte Cincinnati Pasadena Miami Gardens Nashville East Rutherford Orlando Filadelfia Seattle Washington D. C. | Atlanta Charlotte Cincinnati Pasadena Miami Gardens Nashville East Rutherford Orlando Filadelfia Seattle Washington D. C. | East Rutherford       |
| Bank of America Stadium | Atlanta Charlotte Cincinnati Pasadena Miami Gardens Nashville East Rutherford Orlando Filadelfia Seattle Washington D. C. | Atlanta Charlotte Cincinnati Pasadena Miami Gardens Nashville East Rutherford Orlando Filadelfia Seattle Washington D. C. | MetLife Stadium       |
| Capacidad: 75 000       | Atlanta Charlotte Cincinnati Pasadena Miami Gardens Nashville East Rutherford Orlando Filadelfia Seattle Washington D. C. | Atlanta Charlotte Cincinnati Pasadena Miami Gardens Nashville East Rutherford Orlando Filadelfia Seattle Washington D. C. | Capacidad: 82 500     |
|                         | Atlanta Charlotte Cincinnati Pasadena Miami Gardens Nashville East Rutherford Orlando Filadelfia Seattle Washington D. C. | Atlanta Charlotte Cincinnati Pasadena Miami Gardens Nashville East Rutherford Orlando Filadelfia Seattle Washington D. C. |                       |
| Ohio                    | Atlanta Charlotte Cincinnati Pasadena Miami Gardens Nashville East Rutherford Orlando Filadelfia Seattle Washington D. C. | Atlanta Charlotte Cincinnati Pasadena Miami Gardens Nashville East Rutherford Orlando Filadelfia Seattle Washington D. C. | California            |
| Cincinnati              | Atlanta Charlotte Cincinnati Pasadena Miami Gardens Nashville East Rutherford Orlando Filadelfia Seattle Washington D. C. | Atlanta Charlotte Cincinnati Pasadena Miami Gardens Nashville East Rutherford Orlando Filadelfia Seattle Washington D. C. | Pasadena              |
| TQL Stadium             | Atlanta Charlotte Cincinnati Pasadena Miami Gardens Nashville East Rutherford Orlando Filadelfia Seattle Washington D. C. | Atlanta Charlotte Cincinnati Pasadena Miami Gardens Nashville East Rutherford Orlando Filadelfia Seattle Washington D. C. | Estadio Rose Bowl     |
| Capacidad: 26 000       | Atlanta Charlotte Cincinnati Pasadena Miami Gardens Nashville East Rutherford Orlando Filadelfia Seattle Washington D. C. | Atlanta Charlotte Cincinnati Pasadena Miami Gardens Nashville East Rutherford Orlando Filadelfia Seattle Washington D. C. | Capacidad: 88 500     |
|                         | Atlanta Charlotte Cincinnati Pasadena Miami Gardens Nashville East Rutherford Orlando Filadelfia Seattle Washington D. C. | Atlanta Charlotte Cincinnati Pasadena Miami Gardens Nashville East Rutherford Orlando Filadelfia Seattle Washington D. C. |                       |
| Tennessee               | Pensilvania | Washington | Washington D. C.      |
| Nashville               | Filadelfia | Seattle | Washington D. C.      |
| Geodis Park             | Lincoln Financial Field                                                                                                   | Lumen Field | Audi Field            |
| Capacidad: 30 000       | Capacidad: 69 000 | Capacidad: 69 000 | Capacidad: 20 000     |
|                         | | |                       |

## Árbitros
El 14 de abril de 2025, la FIFA confirmó una lista de 117 oficiales de 41 federaciones asociadas seleccionados para esta competición. La lista consta de 35 árbitros principales, 58 árbitros asistentes y los colegiados que formarán parte del equipo de videoarbitraje (VAR).

### Árbitros centrales
AFC
- Omar Al-Ali
- Alireza Faghani
- Salman Falahi
- Ma Ning
- Ilgiz Tantashev

CAF
- Dahane Beida
- Mustapha Ghorbal
- Mutaz Ibrahim
- Jean-Jacques Ndala
- Issa Sy

Concacaf
- Iván Barton
- Drew Fischer
- Saíd Martínez
- Tori Penso
- César Ramos

Conmebol
- Ramon Abatti
- Juan Gabriel Benítez
- Yael Falcón Pérez
- Cristián Garay
- Wilton Sampaio
- Gustavo Tejera
- Facundo Tello
- Jesús Valenzuela

OFC
- Campbell-Kirk Kawana-Waugh

UEFA
- Espen Eskås
- István Kovács
- François Letexier
- Danny Makkelie
- Szymon Marciniak
- Glenn Nyberg
- Michael Oliver
- Anthony Taylor
- Clément Turpin
- Slavko Vinčić
- Felix Zwayer

### Árbitros asistentes
AFC
- Ramzan Al-Naemi
- Ashley Beecham
- Majid Al-Shamarri
- Timur Gaynullin
- Anton Shchetinin
- Andrey Tsapenko

CAF
- Nouha Bangoura
- Djibril Camara
- Jerson Emiliano dos Santos
- Mokrane Gourari
- Stephen Yiembe
- Abbes Akram Zerhouni

Concacaf
- Lyes Arfa
- Michael Barwegen
- Marco Bisguerra
- Walter López
- Brooke Mayo
- David Morán
- Alberto Morín
- Kathryn Nesbitt
- Henry Pupiro
- Christian Ramírez

Conmebol
- Rafael Alves
- Juan Pablo Belatti
- Bruno Boschilia
- Eduardo Cardozo
- Gabriel Chade
- Maximiliano del Yesso
- Danilo Manis
- Tulio Moreno
- Bruno Pires
- José Retamal
- Miguel Rocha
- Facundo Rodríguez
- Milcíades Saldívar
- Jorge Urrego

UEFA
- Isaak Bashevkin
- Gary Beswick
- Mahbod Beigi
- Stuart Burt
- Nicolas Danos
- Christian Dietz
- Jan de Vries
- Jan Erik Engan
- Robert Kempter
- Tomaž Klančnik
- Andraž Kovačič
- Adam Kupsik
- Tomasz Listkiewicz
- James Mainwaring
- Mihai Marius Marica
- Cyril Mugnier
- Adam Nunn
- Benjamin Pagès
- Mehdi Rahmouni
- Andreas Söderkvist
- Hessel Steegstra
- Ferencs Tunyogi

### Lista de árbitros asistentes de video (VAR)
La FIFA anunció una lista de 24 árbitros, provenientes de 5 de las 6 confederaciones continentales (AFC, CAF, UEFA, Concacaf y Conmebol).
AFC
- Khamis Al-Marri
- Shaun Evans
- Fu Ming
- Mohammed Obaid Khadim

CAF
- Hamza Al-Fariq
- Mahmoud Ashour

Concacaf
- Tatiana Guzmán
- Érick Miranda
- Guillermo Pacheco
- Armando Villarreal

Conmebol
- Nicolás Gallo
- Leodán González
- Juan Lara
- Hernán Mastrángelo
- Juan Soto

UEFA
- Ivan Bebek
- Jérôme Brisard
- Bastian Dankert
- Carlos del Cerro Grande
- Marco Di Bello
- Rob Dieperink
- Alejandro Hernández Hernández
- Tomasz Kwiatkowski
- Bram Van Driessche

## Sorteo
El sorteo del Mundial de Clubes se llevó a cabo el 5 de diciembre de 2024 a la 1:00 p. m. (UTC-5) en la ciudad de Miami.
El calendario oficial fue anunciado el 7 de diciembre de 2024.
Los bombos del sorteo fueron confirmados oficialmente por la FIFA el 3 de diciembre.
Las tablas de clasificación de las confederaciones fueron utilizadas para asignar los equipos a los bombos de la siguiente manera:
- Bombo 1: Conformado por los cuatro equipos mejor clasificados de UEFA y los cuatro equipos mejor clasificados de Conmebol.
- Bombo 2: Conformado por los ocho equipos restantes de UEFA.
- Bombo 3: Conformado por los dos equipos mejor clasificados de AFC, los 2 equipos mejor clasificados de CAF, los 2 equipos mejor clasificados de Concacaf y los 2 equipos restantes de Conmebol.
- Bombo 4: Conformado por los dos equipos restantes de AFC, los dos equipos restantes de CAF, los dos equipos restantes de Concacaf, el equipo de la OFC y el equipo anfitrión.

| Bombo 1 | Bombo 2 | Bombo 3                                                                                         | Bombo 4 |
| --- | --- | ----------------------------------------------------------------------------------------------- | --- |
| - Manchester City - Real Madrid - Bayern Múnich - Paris Saint-Germain - Flamengo - Palmeiras - River Plate - Fluminense | - Chelsea - Borussia Dortmund - Inter de Milán - Porto - Atlético de Madrid - Benfica - Juventus - Salzburgo | - Al-Hilal - Ulsan HD - Al-Ahly - Wydad Casablanca - Monterrey - León - Boca Juniors - Botafogo | - Urawa Red Diamonds - Al-Ain - Espérance de Tunis - Mamelodi Sundowns - Pachuca - Seattle Sounders - Auckland City - Inter Miami |

Las restricciones del sorteo son las siguientes:
- Dos equipos de la misma confederación no pueden quedar emparejados en el mismo grupo. A excepción de UEFA, la cual debe contar con al menos uno y máximo dos equipos por grupo.
- Equipos de la misma federación no pueden quedar emparejados en el mismo grupo.
- Los equipos del bombo 1 quedaron asignados a la posición 1 de su grupo.
- Los equipos primero y segundo en el ranking UEFA y los equipos primero y segundo en el ranking Conmebol fueron sorteados en grupos específicos que les permitan evitar enfrentarse entre ellos hasta semifinales, en caso de quedar primeros en su grupo.
- Los equipos del bombo 1 tanto de la UEFA como de la Conmebol fueron sorteados en grupos específicos que les permitan evitar enfrentarse entre ellos hasta semifinales, en caso de quedar primeros en su grupo.
- Los equipos del bombo 2 que hayan terminado de noveno a duodécimo en el ranking UEFA fueron sorteados a grupos con cabezas de serie de UEFA.
- Los equipos del bombo 2 que hayan terminado de quinto a octavo en el ranking UEFA fueron sorteados a grupos con cabezas de serie de Conmebol.
- Inter Miami fue asignado automáticamente a la posición 4 del grupo A.
- Seattle Sounders fue asignado automáticamente a la posición 4 del grupo B.

## Fase de grupos
– Clasificados a los octavos de final.

### Grupo A
| Club        | Pts | PJ | PG | PE | PP | GF | GC | Dif |
| ----------- | --- | -- | -- | -- | -- | -- | -- | --- |
| Palmeiras   | 5   | 3  | 1  | 2  | 0  | 4  | 2  | 2   |
| Inter Miami | 5   | 3  | 1  | 2  | 0  | 4  | 3  | 1   |
| Porto       | 2   | 3  | 0  | 2  | 1  | 5  | 6  | –1  |
| Al-Ahly     | 2   | 3  | 0  | 2  | 1  | 4  | 6  | –2  |

| 14 de junio       | Al-Ahly | 0:0     | Inter Miami | Hard Rock Stadium, Miami Gardens                                                  |                                                                                   |
| 20:00 (UTC-04:00) |         | Reporte |             | Asistencia: 60 927 espectadores Árbitro(s): Alireza Faghani VAR: Del Cerro Grande | Asistencia: 60 927 espectadores Árbitro(s): Alireza Faghani VAR: Del Cerro Grande |

| 15 de junio       | Palmeiras | 0:0     | Porto | MetLife Stadium, East Rutherford                                              |                                                                               |
| 18:00 (UTC-04:00) |           | Reporte |       | Asistencia: 46 275 espectadores Árbitro(s): Saíd Martínez VAR: Tatiana Guzmán | Asistencia: 46 275 espectadores Árbitro(s): Saíd Martínez VAR: Tatiana Guzmán |

| 19 de junio | Palmeiras                         | 2:0 (0:0) | Al-Ahly | MetLife Stadium, East Rutherford                                           |                                                                            |
| 12:00 (UTC-04:00) | - Abou Ali 49' (a.g.) - López 59' | Reporte   |         | Asistencia: 35 179 espectadores Árbitro(s): Anthony Taylor VAR: Ivan Bebek | Asistencia: 35 179 espectadores Árbitro(s): Anthony Taylor VAR: Ivan Bebek |
| El partido tuvo que detenerse a los 60 minutos por protocolos de seguridad ante una posible amenaza de tormenta eléctrica en el área de Nueva York. Después de 30 minutos de espera, el encuentro se reanudó a las 13:50 horas (UTC-04:00). |                                   |           |         |                                                                            |                                                                            |

| 19 de junio | Inter Miami               | 2:1 (0:1) | Porto              | Mercedes-Benz Stadium, Atlanta                                            |                                                                           |
| 15:00 (UTC-04:00) | - Segovia 47' - Messi 54' | Reporte   | Aghehowa 8' (pen.) | Asistencia: 31 783 espectadores Árbitro(s): Cristián Garay VAR: Juan Lara | Asistencia: 31 783 espectadores Árbitro(s): Cristián Garay VAR: Juan Lara |
| Primera victoria de un club de la Concacaf contra uno de la UEFA en tiempo regular en toda la historia de la competición. |                           |           |                    |                                                                           |                                                                           |

| 23 de junio       | Inter Miami                | 2:2 (1:0) | Palmeiras                     | Hard Rock Stadium, Miami Gardens                                                     |                                                                                      |
| 21:00 (UTC-04:00) | - Allende 16' - Suárez 65' | Reporte   | - Paulinho 80' - Maurício 87' | Asistencia: 60 914 espectadores Árbitro(s): Szymon Marciniak VAR: Tomasz Kwiatkowski | Asistencia: 60 914 espectadores Árbitro(s): Szymon Marciniak VAR: Tomasz Kwiatkowski |

| 23 de junio       | Porto                                                    | 4:4 (1:2) | Al-Ahly                                          | MetLife Stadium, East Rutherford                                            |                                                                             |
| 21:00 (UTC-04:00) | - Mora 23' - William Gomes 50' - Aghehowa 53' - Pepê 89' | Reporte   | - Abou Ali 15', 45+2' (pen.), 51' - Romdhane 64' | Asistencia: 39 893 espectadores Árbitro(s): Jesús Valenzuela VAR: Juan Soto | Asistencia: 39 893 espectadores Árbitro(s): Jesús Valenzuela VAR: Juan Soto |

### Grupo B
| Club                | Pts | PJ | PG | PE | PP | GF | GC | Dif |
| ------------------- | --- | -- | -- | -- | -- | -- | -- | --- |
| Paris Saint-Germain | 6   | 3  | 2  | 0  | 1  | 6  | 1  | 5   |
| Botafogo            | 6   | 3  | 2  | 0  | 1  | 3  | 2  | 1   |
| Atlético de Madrid  | 6   | 3  | 2  | 0  | 1  | 4  | 5  | –1  |
| Seattle Sounders    | 0   | 3  | 0  | 0  | 3  | 2  | 7  | –5  |

| 15 de junio       | Paris Saint-Germain                                                | 4:0 (2:0) | Atlético de Madrid | Estadio Rose Bowl, Pasadena                                                    |                                                                                |
| 12:00 (UTC-07:00) | - Ruiz 19' - Vitinha 45+1' - Mayulu 87' - Lee Kang-in 90+7' (pen.) | Reporte   |                    | Asistencia: 80 619 espectadores Árbitro(s): István Kovács VAR: Bastian Dankert | Asistencia: 80 619 espectadores Árbitro(s): István Kovács VAR: Bastian Dankert |

| 15 de junio       | Botafogo                     | 2:1 (2:0) | Seattle Sounders | Lumen Field, Seattle                                                         |                                                                              |
| 19:00 (UTC-07:00) | - Cunha 28' - Igor Jesus 44' | Reporte   | C. Roldán 75'    | Asistencia: 30 151 espectadores Árbitro(s): Glenn Nyberg VAR: Marco Di Bello | Asistencia: 30 151 espectadores Árbitro(s): Glenn Nyberg VAR: Marco Di Bello |

| 19 de junio       | Seattle Sounders | 1:3 (0:1) | Atlético de Madrid              | Lumen Field, Seattle                                                                  |                                                                                       |
| 15:00 (UTC-07:00) | Rusnák 50'       | Reporte   | - Barrios 11', 55' - Witsel 47' | Asistencia: 51 636 espectadores Árbitro(s): Yael Falcón Pérez VAR: Hernán Mastrángelo | Asistencia: 51 636 espectadores Árbitro(s): Yael Falcón Pérez VAR: Hernán Mastrángelo |

| 19 de junio                                                                                                 | Paris Saint-Germain | 0:1 (0:1) | Botafogo       | Estadio Rose Bowl, Pasadena                                               |                                                                           |
| 18:00 (UTC-07:00)                                                                                           |                     | Reporte   | Igor Jesus 36' | Asistencia: 53 699 espectadores Árbitro(s): Drew Fischer VAR: Shaun Evans | Asistencia: 53 699 espectadores Árbitro(s): Drew Fischer VAR: Shaun Evans |
| Primera victoria de un club sudamericano contra uno europeo por el Mundial de Clubes desde la edición 2012. |                     |           |                |                                                                           |                                                                           |

| 23 de junio       | Seattle Sounders | 0:2 (0:1) | Paris Saint-Germain              | Lumen Field, Seattle                                                      |                                                                           |
| 12:00 (UTC-07:00) |                  | Reporte   | - Kvaratskhelia 35' - Hakimi 66' | Asistencia: 50 628 espectadores Árbitro(s): Cristián Garay VAR: Juan Lara | Asistencia: 50 628 espectadores Árbitro(s): Cristián Garay VAR: Juan Lara |

| 23 de junio       | Atlético de Madrid | 1:0 (0:0) | Botafogo | Estadio Rose Bowl, Pasadena                                                    |                                                                                |
| 12:00 (UTC-07:00) | Griezmann 87'      | Reporte   |          | Asistencia: 22 992 espectadores Árbitro(s): César Ramos VAR: Guillermo Pacheco | Asistencia: 22 992 espectadores Árbitro(s): César Ramos VAR: Guillermo Pacheco |

### Grupo C
| Club          | Pts | PJ | PG | PE | PP | GF | GC | Dif |
| ------------- | --- | -- | -- | -- | -- | -- | -- | --- |
| Benfica       | 7   | 3  | 2  | 1  | 0  | 9  | 2  | 7   |
| Bayern Múnich | 6   | 3  | 2  | 0  | 1  | 12 | 2  | 10  |
| Boca Juniors  | 2   | 3  | 0  | 2  | 1  | 4  | 5  | –1  |
| Auckland City | 1   | 3  | 0  | 1  | 2  | 1  | 17 | –16 |

| 15 de junio                                              | Bayern Múnich                                                                                  | 10:0 (6:0) | Auckland City | TQL Stadium, Cincinnati                                                 |                                                                         |
| 12:00 (UTC-04:00)                                        | - Coman 6', 21' - Boey 18' - Olise 20', 45+3' - Müller 45', 89' - Musiala 67', 73' (pen.), 84' | Reporte    |               | Asistencia: 21 152 espectadores Árbitro(s): Issa Sy VAR: Mahmoud Ashour | Asistencia: 21 152 espectadores Árbitro(s): Issa Sy VAR: Mahmoud Ashour |
| Resultado más abultado en la historia de la competición. |                                                                                                |            |               |                                                                         |                                                                         |

| 16 de junio       | Boca Juniors                          | 2:2 (2:1) | Benfica                                | Hard Rock Stadium, Miami Gardens                                               |                                                                                |
| 18:00 (UTC-04:00) | - Otamendi 21' (a.g.) - Battaglia 27' | Reporte   | - Di María 45+3' (pen.) - Otamendi 84' | Asistencia: 55 574 espectadores Árbitro(s): César Ramos VAR: Guillermo Pacheco | Asistencia: 55 574 espectadores Árbitro(s): César Ramos VAR: Guillermo Pacheco |
| [ 37 ]            |                                       |           |                                        |                                                                                |                                                                                |

| 20 de junio | Benfica                                                                                | 6:0 (1:0) | Auckland City | Inter&Co Stadium, Orlando                                                    |                                                                              |
| 12:00 (UTC-04:00) | - Di María 45+8' (pen.), 90+8' (pen.) - Pavlidis 53' - Sanches 63' - Barreiro 76', 78' | Reporte   |               | Asistencia: 6730 espectadores Árbitro(s): Salman Falahi VAR: Khamis Al-Marri | Asistencia: 6730 espectadores Árbitro(s): Salman Falahi VAR: Khamis Al-Marri |
| El inicio del segundo tiempo se retrasó por más de dos horas ante condiciones climatológicas adversas por la presencia de tormenta eléctrica en el área del estadio. Finalmente, el partido se reanudó a las 15:20. (UTC-04:00) |                                                                                        |           |               |                                                                              |                                                                              |

| 20 de junio       | Bayern Múnich          | 2:1 (1:0) | Boca Juniors  | Hard Rock Stadium, Miami Gardens                                                |                                                                                 |
| 21:00 (UTC-04:00) | - Kane 18' - Olise 84' | Reporte   | Merentiel 66' | Asistencia: 63 587 espectadores Árbitro(s): Alireza Faghani VAR: Tatiana Guzmán | Asistencia: 63 587 espectadores Árbitro(s): Alireza Faghani VAR: Tatiana Guzmán |

| 24 de junio       | Benfica         | 1:0 (1:0) | Bayern Múnich | Bank of America Stadium, Charlotte                                                |                                                                                   |
| 15:00 (UTC-04:00) | Schjelderup 13' | Reporte   |               | Asistencia: 33 287 espectadores Árbitro(s): François Letexier VAR: Jérôme Brisard | Asistencia: 33 287 espectadores Árbitro(s): François Letexier VAR: Jérôme Brisard |

| 24 de junio | Auckland City | 1:1 (0:1) | Boca Juniors      | Geodis Park, Nashville                                                           |                                                                                  |
| 14:00 (UTC-05:00) | Gray 52'      | Reporte   | Garrow 26' (a.g.) | Asistencia: 16 899 espectadores Árbitro(s): Glenn Nyberg VAR: Bram Van Driessche | Asistencia: 16 899 espectadores Árbitro(s): Glenn Nyberg VAR: Bram Van Driessche |
| El partido tuvo que detenerse a los 54 minutos debido a condiciones climáticas adversas por presencia de tormenta eléctrica en el área del estadio. Tras media hora de retraso, el encuentro se pudo reanudar. |               |           |                   |                                                                                  |                                                                                  |

### Grupo D
| Club               | Pts | PJ | PG | PE | PP | GF | GC | Dif |
| ------------------ | --- | -- | -- | -- | -- | -- | -- | --- |
| Flamengo           | 7   | 3  | 2  | 1  | 0  | 6  | 2  | 4   |
| Chelsea            | 6   | 3  | 2  | 0  | 1  | 6  | 3  | 3   |
| Espérance de Tunis | 3   | 3  | 1  | 0  | 2  | 1  | 5  | –4  |
| Los Angeles        | 1   | 3  | 0  | 1  | 2  | 1  | 4  | –3  |

| 16 de junio       | Chelsea                    | 2:0 (1:0) | Los Angeles | Mercedes-Benz Stadium, Atlanta                                              |                                                                             |
| 15:00 (UTC-04:00) | - Neto 34' - Fernández 79' | Reporte   |             | Asistencia: 22 137 espectadores Árbitro(s): Jesús Valenzuela VAR: Juan Soto | Asistencia: 22 137 espectadores Árbitro(s): Jesús Valenzuela VAR: Juan Soto |

| 16 de junio       | Flamengo                              | 2:0 (1:0) | Espérance de Tunis | Lincoln Financial Field, Filadelfia                                           |                                                                               |
| 21:00 (UTC-04:00) | - De Arrascaeta 17' - Luiz Araújo 70' | Reporte   |                    | Asistencia: 25 797 espectadores Árbitro(s): Danny Makkelie VAR: Rob Dieperink | Asistencia: 25 797 espectadores Árbitro(s): Danny Makkelie VAR: Rob Dieperink |

| 20 de junio       | Flamengo                                            | 3:1 (0:1) | Chelsea  | Lincoln Financial Field, Filadelfia                                            |                                                                                |
| 14:00 (UTC-04:00) | - Bruno Henrique 62' - Danilo 65' - Wallace Yan 83' | Reporte   | Neto 13' | Asistencia: 54 619 espectadores Árbitro(s): Iván Barton VAR: Guillermo Pacheco | Asistencia: 54 619 espectadores Árbitro(s): Iván Barton VAR: Guillermo Pacheco |

| 20 de junio       | Los Angeles | 0:1 (0:0) | Espérance de Tunis | Geodis Park, Nashville                                                          |                                                                                 |
| 17:00 (UTC-05:00) |             | Reporte   | Belaïli 70'        | Asistencia: 13 651 espectadores Árbitro(s): Espen Eskås VAR: Tomasz Kwiatkowski | Asistencia: 13 651 espectadores Árbitro(s): Espen Eskås VAR: Tomasz Kwiatkowski |

| 24 de junio       | Los Angeles | 1:1 (0:0) | Flamengo        | Camping World Stadium, Orlando                                                |                                                                               |
| 21:00 (UTC-04:00) | Bouanga 84' | Reporte   | Wallace Yan 86' | Asistencia: 32 933 espectadores Árbitro(s): Salman Falahi VAR: Mohammed Obaid | Asistencia: 32 933 espectadores Árbitro(s): Salman Falahi VAR: Mohammed Obaid |

| 24 de junio       | Espérance de Tunis | 0:3 (0:2) | Chelsea                                         | Lincoln Financial Field, Filadelfia                                              |                                                                                  |
| 21:00 (UTC-04:00) |                    | Reporte   | - Adarabioyo 45+3' - Delap 45+5' - George 90+7' | Asistencia: 32 967 espectadores Árbitro(s): Yael Falcón Pérez VAR: Nicolás Gallo | Asistencia: 32 967 espectadores Árbitro(s): Yael Falcón Pérez VAR: Nicolás Gallo |

### Grupo E
| Club               | Pts | PJ | PG | PE | PP | GF | GC | Dif |
| ------------------ | --- | -- | -- | -- | -- | -- | -- | --- |
| Inter de Milán     | 7   | 3  | 2  | 1  | 0  | 5  | 2  | 3   |
| Monterrey          | 5   | 3  | 1  | 2  | 0  | 5  | 1  | 4   |
| River Plate        | 4   | 3  | 1  | 1  | 1  | 3  | 3  | 0   |
| Urawa Red Diamonds | 0   | 3  | 0  | 0  | 3  | 2  | 9  | –7  |

| 17 de junio       | River Plate                            | 3:1 (1:0) | Urawa Red Diamonds | Lumen Field, Seattle                                                          |                                                                               |
| 12:00 (UTC-07:00) | - Colidio 12' - Driussi 48' - Meza 73' | Reporte   | Matsuo 58' (pen.)  | Asistencia: 11 974 espectadores Árbitro(s): Felix Zwayer VAR: Bastian Dankert | Asistencia: 11 974 espectadores Árbitro(s): Felix Zwayer VAR: Bastian Dankert |

| 17 de junio       | Monterrey | 1:1 (1:1) | Inter de Milán  | Estadio Rose Bowl, Pasadena                                                   |                                                                               |
| 18:00 (UTC-07:00) | Ramos 25' | Reporte   | L. Martínez 42' | Asistencia: 40 311 espectadores Árbitro(s): Wilton Sampaio VAR: Nicolás Gallo | Asistencia: 40 311 espectadores Árbitro(s): Wilton Sampaio VAR: Nicolás Gallo |

| 21 de junio       | Inter de Milán                    | 2:1 (0:1) | Urawa Red Diamonds | Lumen Field, Seattle                                                         |                                                                              |
| 12:00 (UTC-07:00) | - L. Martínez 78' - Carboni 90+2' | Reporte   | Watanabe 11'       | Asistencia: 25 090 espectadores Árbitro(s): Dahane Beida VAR: Hamza Al-Fariq | Asistencia: 25 090 espectadores Árbitro(s): Dahane Beida VAR: Hamza Al-Fariq |

| 21 de junio       | River Plate | 0:0     | Monterrey | Estadio Rose Bowl, Pasadena                                                     |                                                                                 |
| 18:00 (UTC-07:00) |             | Reporte |           | Asistencia: 57 393 espectadores Árbitro(s): Slavko Vinčić VAR: Del Cerro Grande | Asistencia: 57 393 espectadores Árbitro(s): Slavko Vinčić VAR: Del Cerro Grande |

| 25 de junio       | Inter de Milán                     | 2:0 (0:0) | River Plate | Lumen Field, Seattle                                                             |                                                                                  |
| 18:00 (UTC-07:00) | - Pio Esposito 72' - Bastoni 90+3' | Reporte   |             | Asistencia: 45 135 espectadores Árbitro(s): Ilgiz Tantashev VAR: Khamis Al-Marri | Asistencia: 45 135 espectadores Árbitro(s): Ilgiz Tantashev VAR: Khamis Al-Marri |

| 25 de junio       | Urawa Red Diamonds | 0:4 (0:3) | Monterrey                                        | Estadio Rose Bowl, Pasadena                                                   |                                                                               |
| 18:00 (UTC-07:00) |                    | Reporte   | - Deossa 30' - Berterame 34', 90+7' - Corona 38' | Asistencia: 14 312 espectadores Árbitro(s): Felix Zwayer VAR: Bastian Dankert | Asistencia: 14 312 espectadores Árbitro(s): Felix Zwayer VAR: Bastian Dankert |

### Grupo F
| Club              | Pts | PJ | PG | PE | PP | GF | GC | Dif |
| ----------------- | --- | -- | -- | -- | -- | -- | -- | --- |
| Borussia Dortmund | 7   | 3  | 2  | 1  | 0  | 5  | 3  | 2   |
| Fluminense        | 5   | 3  | 1  | 2  | 0  | 4  | 2  | 2   |
| Mamelodi Sundowns | 4   | 3  | 1  | 1  | 1  | 4  | 4  | 0   |
| Ulsan HD          | 0   | 3  | 0  | 0  | 3  | 2  | 6  | –4  |

| 17 de junio       | Fluminense | 0:0     | Borussia Dortmund | MetLife Stadium, East Rutherford                                             |                                                                              |
| 12:00 (UTC-04:00) |            | Reporte |                   | Asistencia: 34 736 espectadores Árbitro(s): Ilgiz Tantashev VAR: Shaun Evans | Asistencia: 34 736 espectadores Árbitro(s): Ilgiz Tantashev VAR: Shaun Evans |

| 17 de junio | Ulsan HD | 0:1 (0:1) | Mamelodi Sundowns | Inter&Co Stadium, Orlando                                                    |                                                                              |
| 18:00 (UTC-04:00) |          | Reporte   | Rayners 36'       | Asistencia: 3412 espectadores Árbitro(s): Clément Turpin VAR: Jérôme Brisard | Asistencia: 3412 espectadores Árbitro(s): Clément Turpin VAR: Jérôme Brisard |
| El inicio del partido se retrasó 65 minutos por precaución y seguridad ante condiciones climatológicas adversas por amenaza de tormenta eléctrica. |          |           |                   |                                                                              |                                                                              |

| 21 de junio       | Mamelodi Sundowns                         | 3:4 (1:3) | Borussia Dortmund                                               | TQL Stadium, Cincinnati                                                       |                                                                               |
| 12:00 (UTC-04:00) | - Ribeiro 11' - Rayners 62' - Mothiba 90' | Reporte   | - Nmecha 16' - Guirassy 34' - Bellingham 45' - Mudau 59' (a.g.) | Asistencia: 14 006 espectadores Árbitro(s): Juan Benítez VAR: Leodán González | Asistencia: 14 006 espectadores Árbitro(s): Juan Benítez VAR: Leodán González |

| 21 de junio       | Fluminense                                          | 4:2 (1:2) | Ulsan HD                               | MetLife Stadium, East Rutherford                                                    |                                                                                     |
| 18:00 (UTC-04:00) | - Arias 27' - Nonato 66' - Freytes 83' - Keno 90+2' | Reporte   | - Lee Jin-hyun 37' - Um Won-sang 45+2' | Asistencia: 29 321 espectadores Árbitro(s): Michael Oliver VAR: Hernández Hernández | Asistencia: 29 321 espectadores Árbitro(s): Michael Oliver VAR: Hernández Hernández |

| 25 de junio       | Mamelodi Sundowns | 0:0     | Fluminense | Hard Rock Stadium, Miami Gardens                                               |                                                                                |
| 15:00 (UTC-04:00) |                   | Reporte |            | Asistencia: 14 312 espectadores Árbitro(s): Anthony Taylor VAR: Marco Di Bello | Asistencia: 14 312 espectadores Árbitro(s): Anthony Taylor VAR: Marco Di Bello |

| 25 de junio       | Borussia Dortmund | 1:0 (1:0) | Ulsan HD | TQL Stadium, Cincinnati                                              |                                                                      |
| 15:00 (UTC-04:00) | Svensson 36'      | Reporte   |          | Asistencia: 8239 espectadores Árbitra: Tori Penso VAR: Erick Miranda | Asistencia: 8239 espectadores Árbitra: Tori Penso VAR: Erick Miranda |

### Grupo G
| Club             | Pts | PJ | PG | PE | PP | GF | GC | Dif |
| ---------------- | --- | -- | -- | -- | -- | -- | -- | --- |
| Manchester City  | 9   | 3  | 3  | 0  | 0  | 13 | 2  | 11  |
| Juventus         | 6   | 3  | 2  | 0  | 1  | 11 | 6  | 5   |
| Al-Ain           | 3   | 3  | 1  | 0  | 2  | 2  | 12 | –10 |
| Wydad Casablanca | 0   | 3  | 0  | 0  | 3  | 2  | 8  | –6  |

| 18 de junio       | Manchester City       | 2:0 (2:0) | Wydad Casablanca | Lincoln Financial Field, Filadelfia                                     |                                                                         |
| 12:00 (UTC-04:00) | - Foden 2' - Doku 42' | Reporte   |                  | Asistencia: 37 446 espectadores Árbitro(s): Ramon Abatti VAR: Juan Soto | Asistencia: 37 446 espectadores Árbitro(s): Ramon Abatti VAR: Juan Soto |

| 18 de junio       | Al-Ain | 0:5 (0:4) | Juventus                                                  | Audi Field, Washington D. C.                                                |                                                                             |
| 21:00 (UTC-04:00) |        | Reporte   | - Kolo Muani 11', 45+4' - Conceição 21', 58' - Yıldız 31' | Asistencia: 18 161 espectadores Árbitra: Tori Penso VAR: Armando Villarreal | Asistencia: 18 161 espectadores Árbitra: Tori Penso VAR: Armando Villarreal |

| 22 de junio       | Juventus                                                       | 4:1 (2:1) | Wydad Casablanca | Lincoln Financial Field, Filadelfia                                          |                                                                              |
| 12:00 (UTC-04:00) | - Boutouil 6' (a.g.) - Yıldız 16', 69' - Vlahović 90+4' (pen.) | Reporte   | Lorch 25'        | Asistencia: 31 975 espectadores Árbitro(s): Saíd Martínez VAR: Erick Miranda | Asistencia: 31 975 espectadores Árbitro(s): Saíd Martínez VAR: Erick Miranda |

| 22 de junio       | Manchester City                                                                   | 6:0 (3:0) | Al-Ain | Mercedes-Benz Stadium, Atlanta                                                   |                                                                                  |
| 21:00 (UTC-04:00) | - Gündoğan 8', 73' - Echeverri 27' - Haaland 45+5' (pen.) - Bobb 84' - Cherki 89' | Reporte   |        | Asistencia: 40 392 espectadores Árbitro(s): Mustapha Ghorbal VAR: Mahmoud Ashour | Asistencia: 40 392 espectadores Árbitro(s): Mustapha Ghorbal VAR: Mahmoud Ashour |

| 26 de junio       | Juventus                         | 2:5 (1:2) | Manchester City                                                       | Camping World Stadium, Orlando                                                 |                                                                                |
| 15:00 (UTC-04:00) | - Koopmeiners 11' - Vlahović 84' | Reporte   | - Doku 9' - Kalulu 26' (a.g.) - Haaland 52' - Foden 69' - Savinho 75' | Asistencia: 54 320 espectadores Árbitro(s): Clément Turpin VAR: Jérôme Brisard | Asistencia: 54 320 espectadores Árbitro(s): Clément Turpin VAR: Jérôme Brisard |

| 26 de junio       | Wydad Casablanca | 1:2 (1:1) | Al-Ain                                   | Audi Field, Washington D. C.                                          |                                                                       |
| 15:00 (UTC-04:00) | Mailula 4'       | Reporte   | - Laba 45+1' (pen.) - Romero Gamarra 50' | Asistencia: 10 785 espectadores Árbitro(s): Drew Fischer VAR: Fu Ming | Asistencia: 10 785 espectadores Árbitro(s): Drew Fischer VAR: Fu Ming |

### Grupo H
| Club        | Pts | PJ | PG | PE | PP | GF | GC | Dif |
| ----------- | --- | -- | -- | -- | -- | -- | -- | --- |
| Real Madrid | 7   | 3  | 2  | 1  | 0  | 7  | 2  | 5   |
| Al-Hilal    | 5   | 3  | 1  | 2  | 0  | 3  | 1  | 2   |
| Salzburgo   | 4   | 3  | 1  | 1  | 1  | 2  | 4  | –2  |
| Pachuca     | 0   | 3  | 0  | 0  | 3  | 2  | 7  | –5  |

| 18 de junio       | Real Madrid   | 1:1 (1:1) | Al-Hilal         | Hard Rock Stadium, Miami Gardens                                               |                                                                                |
| 15:00 (UTC-04:00) | G. García 34' | Reporte   | Neves 41' (pen.) | Asistencia: 62 415 espectadores Árbitro(s): Facundo Tello VAR: Leodán González | Asistencia: 62 415 espectadores Árbitro(s): Facundo Tello VAR: Leodán González |

| 18 de junio | Pachuca      | 1:2 (0:1) | Salzburgo                  | TQL Stadium, Cincinnati                                                        |                                                                                |
| 18:00 (UTC-04:00) | González 56' | Reporte   | - Gloukh 42' - Onisiwo 76' | Asistencia: 5282 espectadores Árbitro(s): Mustapha Ghorbal VAR: Hamza Al-Fariq | Asistencia: 5282 espectadores Árbitro(s): Mustapha Ghorbal VAR: Hamza Al-Fariq |
| El partido tuvo que detenerse a los 55 minutos debido a condiciones climáticas adversas por presencia de tormenta eléctrica en el área del estadio. Tras una hora y media de retraso, el encuentro se pudo reanudar. |              |           |                            |                                                                                |                                                                                |

| 22 de junio       | Real Madrid                                 | 3:1 (2:0) | Pachuca     | Bank of America Stadium, Charlotte                                               |                                                                                  |
| 15:00 (UTC-04:00) | - Bellingham 35' - Güler 43' - Valverde 70' | Reporte   | Montiel 80' | Asistencia: 70 248 espectadores Árbitro(s): Ramon Abatti VAR: Hernán Mastrángelo | Asistencia: 70 248 espectadores Árbitro(s): Ramon Abatti VAR: Hernán Mastrángelo |

| 22 de junio       | Salzburgo | 0:0     | Al-Hilal | Audi Field, Washington D. C.                                                  |                                                                               |
| 18:00 (UTC-04:00) |           | Reporte |          | Asistencia: 16 167 espectadores Árbitro(s): Wilton Sampaio VAR: Nicolás Gallo | Asistencia: 16 167 espectadores Árbitro(s): Wilton Sampaio VAR: Nicolás Gallo |

| 26 de junio       | Salzburgo | 0:3 (0:2) | Real Madrid                                            | Lincoln Financial Field, Filadelfia                                      |                                                                          |
| 21:00 (UTC-04:00) |           | Reporte   | - Vinícius Júnior 40' - Valverde 45+3' - G. García 84' | Asistencia: 64 811 espectadores Árbitro(s): Dahane Beida VAR: Ivan Bebek | Asistencia: 64 811 espectadores Árbitro(s): Dahane Beida VAR: Ivan Bebek |

| 26 de junio       | Al-Hilal                                    | 2:0 (1:0) | Pachuca | Geodis Park, Nashville                                                        |                                                                               |
| 20:00 (UTC-05:00) | - S. Al-Dawsari 22' - Marcos Leonardo 90+5' | Reporte   |         | Asistencia: 14 147 espectadores Árbitro(s): Danny Makkelie VAR: Rob Dieperink | Asistencia: 14 147 espectadores Árbitro(s): Danny Makkelie VAR: Rob Dieperink |

## Segunda fase

### Cuadro de desarrollo
|  | Octavos de final                      | Octavos de final             |                               |   | Cuartos de final | Cuartos de final |  |  | Semifinales | Semifinales |  |  | Final | Final |
|  |                                       |                              |                               |   |                  |                  |  |  |             |             |  |  |       |       |
|  | 30 de junio – Charlotte               |                              |                               |   |                  |                  |  |  |             |             |  |  |       |       |
|  |                                       |                              |                               |   |                  |                  |  |  |             |             |  |  |       |       |
|  | Inter de Milán                        | 0                            |                               |   |                  |                  |  |  |             |             |  |  |       |       |
|  | Inter de Milán                        | 0                            | 4 de julio – Orlando          |   |                  |                  |  |  |             |             |  |  |       |       |
|  | Fluminense                            | 2                            |                               |   |                  |                  |  |  |             |             |  |  |       |       |
|  | Fluminense                            | 2                            | Fluminense                    | 2 |                  |                  |  |  |             |             |  |  |       |       |
|  | 30 de junio – Orlando (Camping World) |                              | Fluminense                    | 2 |                  |                  |  |  |             |             |  |  |       |       |
|  |                                       | Al-Hilal                     | 1                             |   |                  |                  |  |  |             |             |  |  |       |       |
|  | Manchester City                       | Al-Hilal                     | 1                             | 3 |                  |                  |  |  |             |             |  |  |       |       |
|  | Manchester City                       |                              | 8 de julio – East Rutherford  | 3 |                  |                  |  |  |             |             |  |  |       |       |
|  | Al-Hilal (t. s.)                      | 4                            |                               |   |                  |                  |  |  |             |             |  |  |       |       |
|  | Al-Hilal (t. s.)                      | 4                            | Fluminense                    | 0 |                  |                  |  |  |             |             |  |  |       |       |
|  | 28 de junio – Filadelfia              |                              | Fluminense                    | 0 |                  |                  |  |  |             |             |  |  |       |       |
|  |                                       | Chelsea                      | 2                             |   |                  |                  |  |  |             |             |  |  |       |       |
|  | Palmeiras (t. s.)                     | Chelsea                      | 2                             | 1 |                  |                  |  |  |             |             |  |  |       |       |
|  | Palmeiras (t. s.)                     | 4 de julio – Filadelfia      |                               | 1 |                  |                  |  |  |             |             |  |  |       |       |
|  | Botafogo                              | 0                            |                               |   |                  |                  |  |  |             |             |  |  |       |       |
|  | Botafogo                              | 0                            | Palmeiras                     | 1 |                  |                  |  |  |             |             |  |  |       |       |
|  | 28 de junio – Charlotte               |                              | Palmeiras                     | 1 |                  |                  |  |  |             |             |  |  |       |       |
|  |                                       | Chelsea                      | 2                             |   |                  |                  |  |  |             |             |  |  |       |       |
|  | Benfica                               | Chelsea                      | 2                             | 1 |                  |                  |  |  |             |             |  |  |       |       |
|  | Benfica                               |                              | 13 de julio – East Rutherford | 1 |                  |                  |  |  |             |             |  |  |       |       |
|  | Chelsea (t. s.)                       | 4                            |                               |   |                  |                  |  |  |             |             |  |  |       |       |
|  | Chelsea (t. s.)                       | 4                            | Chelsea                       | 3 |                  |                  |  |  |             |             |  |  |       |       |
|  | 29 de junio – Atlanta                 |                              | Chelsea                       | 3 |                  |                  |  |  |             |             |  |  |       |       |
|  |                                       | Paris Saint-Germain          | 0                             |   |                  |                  |  |  |             |             |  |  |       |       |
|  | Paris Saint-Germain                   | Paris Saint-Germain          | 0                             | 4 |                  |                  |  |  |             |             |  |  |       |       |
|  | Paris Saint-Germain                   | 5 de julio – Atlanta         |                               | 4 |                  |                  |  |  |             |             |  |  |       |       |
|  | Inter Miami                           | 0                            |                               |   |                  |                  |  |  |             |             |  |  |       |       |
|  | Inter Miami                           | 0                            | Paris Saint-Germain           | 2 |                  |                  |  |  |             |             |  |  |       |       |
|  | 29 de junio – Miami Gardens           |                              | Paris Saint-Germain           | 2 |                  |                  |  |  |             |             |  |  |       |       |
|  |                                       | Bayern Múnich                | 0                             |   |                  |                  |  |  |             |             |  |  |       |       |
|  | Flamengo                              | Bayern Múnich                | 0                             | 2 |                  |                  |  |  |             |             |  |  |       |       |
|  | Flamengo                              |                              | 9 de julio – East Rutherford  | 2 |                  |                  |  |  |             |             |  |  |       |       |
|  | Bayern Múnich                         | 4                            |                               |   |                  |                  |  |  |             |             |  |  |       |       |
|  | Bayern Múnich                         | 4                            | Paris Saint-Germain           | 4 |                  |                  |  |  |             |             |  |  |       |       |
|  | 1 de julio – Miami Gardens            |                              | Paris Saint-Germain           | 4 |                  |                  |  |  |             |             |  |  |       |       |
|  |                                       | Real Madrid                  | 0                             |   |                  |                  |  |  |             |             |  |  |       |       |
|  | Real Madrid                           | Real Madrid                  | 0                             | 1 |                  |                  |  |  |             |             |  |  |       |       |
|  | Real Madrid                           | 5 de julio – East Rutherford |                               | 1 |                  |                  |  |  |             |             |  |  |       |       |
|  | Juventus                              | 0                            |                               |   |                  |                  |  |  |             |             |  |  |       |       |
|  | Juventus                              | 0                            | Real Madrid                   | 3 |                  |                  |  |  |             |             |  |  |       |       |
|  | 1 de julio – Atlanta                  |                              | Real Madrid                   | 3 |                  |                  |  |  |             |             |  |  |       |       |
|  |                                       | Borussia Dortmund            | 2                             |   |                  |                  |  |  |             |             |  |  |       |       |
|  | Borussia Dortmund                     | Borussia Dortmund            | 2                             | 2 |                  |                  |  |  |             |             |  |  |       |       |
|  | Borussia Dortmund                     |                              |                               | 2 |                  |                  |  |  |             |             |  |  |       |       |
|  | Monterrey                             | 1                            |                               |   |                  |                  |  |  |             |             |  |  |       |       |
|  | Monterrey                             | 1                            |                               |   |                  |                  |  |  |             |             |  |  |       |       |

### Octavos de final
| 28 de junio       | Palmeiras     | 1:0 (0:0, 0:0) (t. s.) | Botafogo | Lincoln Financial Field, Filadelfia                                               |                                                                                   |
| 12:00 (UTC-04:00) | Paulinho 100' | Reporte                |          | Asistencia: 33 657 espectadores Árbitro(s): François Letexier VAR: Jérôme Brisard | Asistencia: 33 657 espectadores Árbitro(s): François Letexier VAR: Jérôme Brisard |

| 28 de junio | Benfica               | 1:4 (1:1, 0:0) (t. s.) | Chelsea                                                    | Bank of America Stadium, Charlotte                                            |                                                                               |
| 16:00 (UTC-04:00) | Di María 90+5' (pen.) | Reporte                | - James 64' - Nkunku 108' - Neto 114' - Dewsbury-Hall 117' | Asistencia: 25 929 espectadores Árbitro(s): Slavko Vinčić VAR: Marco Di Bello | Asistencia: 25 929 espectadores Árbitro(s): Slavko Vinčić VAR: Marco Di Bello |
| El partido tuvo que detenerse a los 85 minutos debido a condiciones climatológicas adversas por presencia de tormenta eléctrica en el área del estadio. Tras dos horas de retraso, el partido se reanudó a las 19:45 horas (UTC-4). |                       |                        |                                                            |                                                                               |                                                                               |

| 29 de junio       | Paris Saint-Germain                                | 4:0 (4:0) | Inter Miami | Mercedes-Benz Stadium, Atlanta                                                |                                                                               |
| 12:00 (UTC-04:00) | - Neves 6', 39' - Avilés 44' (a.g.) - Hakimi 45+3' | Reporte   |             | Asistencia: 65 574 espectadores Árbitro(s): Wilton Sampaio VAR: Nicolás Gallo | Asistencia: 65 574 espectadores Árbitro(s): Wilton Sampaio VAR: Nicolás Gallo |

| 29 de junio       | Flamengo                           | 2:4 (1:3) | Bayern Múnich                                    | Hard Rock Stadium, Miami Gardens                                                 |                                                                                  |
| 16:00 (UTC-04:00) | - Gerson 33' - Jorginho 54' (pen.) | Reporte   | - Pulgar 6' (a.g.) - Kane 9', 73' - Goretzka 41' | Asistencia: 60 914 espectadores Árbitro(s): Michael Oliver VAR: Del Cerro Grande | Asistencia: 60 914 espectadores Árbitro(s): Michael Oliver VAR: Del Cerro Grande |

| 30 de junio       | Inter de Milán | 0:2 (0:1) | Fluminense                 | Bank of America Stadium, Charlotte                                          |                                                                             |
| 15:00 (UTC-04:00) |                | Reporte   | - Cano 3' - Hércules 90+3' | Asistencia: 20 030 espectadores Árbitro(s): Iván Barton VAR: Tatiana Guzmán | Asistencia: 20 030 espectadores Árbitro(s): Iván Barton VAR: Tatiana Guzmán |

| 30 de junio | Manchester City                       | 3:4 (2:2, 1:0) (t. s.) | Al-Hilal                                                 | Camping World Stadium, Orlando                                              |                                                                             |
| 21:00 (UTC-04:00) | - Silva 9' - Haaland 55' - Foden 104' | Reporte                | - Marcos Leonardo 46', 112' - Malcom 52' - Koulibaly 94' | Asistencia: 42 311 espectadores Árbitro(s): Jesús Valenzuela VAR: Juan Soto | Asistencia: 42 311 espectadores Árbitro(s): Jesús Valenzuela VAR: Juan Soto |
| Primera clasificación en una llave de eliminación directa de un club asiático sobre uno europeo en la historia de la competición. |                                       |                        |                                                          |                                                                             |                                                                             |

| 1 de julio        | Real Madrid   | 1:0 (0:0) | Juventus | Hard Rock Stadium, Miami Gardens                                                     |                                                                                      |
| 15:00 (UTC-04:00) | G. García 54' | Reporte   |          | Asistencia: 62 149 espectadores Árbitro(s): Szymon Marciniak VAR: Tomasz Kwiatkowski | Asistencia: 62 149 espectadores Árbitro(s): Szymon Marciniak VAR: Tomasz Kwiatkowski |

| 1 de julio        | Borussia Dortmund | 2:1 (2:0) | Monterrey     | Mercedes-Benz Stadium, Atlanta                                           |                                                                          |
| 21:00 (UTC-04:00) | Guirassy 14', 24' | Reporte   | Berterame 48' | Asistencia: 31 442 espectadores Árbitro(s): Facundo Tello VAR: Juan Lara | Asistencia: 31 442 espectadores Árbitro(s): Facundo Tello VAR: Juan Lara |

### Cuartos de final
| 4 de julio        | Fluminense                      | 2:1 (1:0) | Al-Hilal            | Camping World Stadium, Orlando                                                |                                                                               |
| 15:00 (UTC-04:00) | - Martinelli 40' - Hércules 70' | Reporte   | Marcos Leonardo 51' | Asistencia: 43 091 espectadores Árbitro(s): Danny Makkelie VAR: Rob Dieperink | Asistencia: 43 091 espectadores Árbitro(s): Danny Makkelie VAR: Rob Dieperink |

| 4 de julio        | Palmeiras   | 1:2 (0:1) | Chelsea                            | Lincoln Financial Field, Filadelfia                                              |                                                                                  |
| 21:00 (UTC-04:00) | Estêvão 53' | Reporte   | - Palmer 16' - Weverton 83' (a.g.) | Asistencia: 65 782 espectadores Árbitro(s): Alireza Faghani VAR: Khamis Al-Marri | Asistencia: 65 782 espectadores Árbitro(s): Alireza Faghani VAR: Khamis Al-Marri |

| 5 de julio        | Paris Saint-Germain        | 2:0 (0:0) | Bayern Múnich | Mercedes-Benz Stadium, Atlanta                                             |                                                                            |
| 12:00 (UTC-04:00) | - Doué 78' - Dembélé 90+6' | Reporte   |               | Asistencia: 66 937 espectadores Árbitro(s): Anthony Taylor VAR: Ivan Bebek | Asistencia: 66 937 espectadores Árbitro(s): Anthony Taylor VAR: Ivan Bebek |

| 5 de julio        | Real Madrid                                    | 3:2 (2:0) | Borussia Dortmund                     | MetLife Stadium, East Rutherford                                            |                                                                             |
| 16:00 (UTC-04:00) | - G. García 10' - F. García 20' - Mbappé 90+4' | Reporte   | - Beier 90+3' - Guirassy 90+8' (pen.) | Asistencia: 76 611 espectadores Árbitro(s): Ramon Abatti VAR: Nicolás Gallo | Asistencia: 76 611 espectadores Árbitro(s): Ramon Abatti VAR: Nicolás Gallo |

### Semifinales
| 8 de julio        | Fluminense | 0:2 (0:1) | Chelsea             | MetLife Stadium, East Rutherford                                                 |                                                                                  |
| 15:00 (UTC-04:00) |            | Reporte   | João Pedro 18', 56' | Asistencia: 70 556 espectadores Árbitro(s): François Letexier VAR: Nicolás Gallo | Asistencia: 70 556 espectadores Árbitro(s): François Letexier VAR: Nicolás Gallo |

| 9 de julio        | Paris Saint-Germain                     | 4:0 (3:0) | Real Madrid | MetLife Stadium, East Rutherford                                                     |                                                                                      |
| 15:00 (UTC-04:00) | - Ruiz 6', 24' - Dembélé 9' - Ramos 87' | Reporte   |             | Asistencia: 77 542 espectadores Árbitro(s): Szymon Marciniak VAR: Tomasz Kwiatkowski | Asistencia: 77 542 espectadores Árbitro(s): Szymon Marciniak VAR: Tomasz Kwiatkowski |

### Final
| 13 de julio       | Chelsea                            | 3:0 (3:0) | Paris Saint-Germain | MetLife Stadium, East Rutherford                                                 |                                                                                  |
| 15:00 (UTC-04:00) | - Palmer 22', 30' - João Pedro 43' | Reporte   |                     | Asistencia: 81 118 espectadores Árbitro(s): Alireza Faghani VAR: Bastian Dankert | Asistencia: 81 118 espectadores Árbitro(s): Alireza Faghani VAR: Bastian Dankert |

|                            |
| Bandera de Inglaterra      |
| Campeón Chelsea 2.º título |

## Estadísticas

### Máximos anotadores
| Pos. | Jugador         | Goles | Part. (Min.) | Prom. | Club                |
| ---- | --------------- | ----- | ------------ | ----- | ------------------- |
| 1    | Ángel Di María  | 4     | 4 (344')     | 1     | Benfica             |
| 2    | Serhou Guirassy | 4     | 5 (438')     | 0.80  | Borussia Dortmund   |
| 3    | Gonzalo García  | 4     | 6 (449')     | 0.67  | Real Madrid         |
| 4    | Marcos Leonardo | 4     | 5 (469')     | 0.80  | Al-Hilal            |
| 5    | Jamal Musiala   | 3     | 4 (117')     | 0.75  | Bayern Múnich       |
| 6    | Phil Foden      | 3     | 4 (145')     | 0.75  | Manchester City     |
| 7    | Wessam Abou Ali | 3     | 3 (198')     | 1     | Al-Ahly             |
| 8    | Kenan Yıldız    | 3     | 4 (251')     | 0.75  | Juventus            |
| 9    | Erling Haaland  | 3     | 4 (254')     | 0.75  | Manchester City     |
| 10   | Michael Olise   | 3     | 5 (360')     | 0.60  | Bayern Múnich       |
| 11   | Harry Kane      | 3     | 5 (375')     | 0.60  | Bayern Múnich       |
| 12   | Fabián Ruiz     | 3     | 6 (387')     | 0.50  | Paris Saint-Germain |
| 13   | Pedro Neto      | 3     | 5 (454')     | 0.60  | Chelsea             |

### Asistencias
| Pos. | Jugador               | Asistencias | Part. (Min.) | Prom. | Club                |
| ---- | --------------------- | ----------- | ------------ | ----- | ------------------- |
| 1    | Enzo Fernández        | 3           | 6 (449')     | 0.50  | Chelsea             |
| 2    | Karim Adeyemi         | 2           | 5 (235')     | 0.40  | Borussia Dortmund   |
| 3    | Bradley Barcola       | 2           | 5 (253')     | 0.40  | Paris Saint-Germain |
| 4    | Michael Olise         | 2           | 5 (360')     | 0.40  | Bayern Múnich       |
| 5    | Khvicha Kvaratskhelia | 2           | 6 (476')     | 0.33  | Paris Saint-Germain |
| 6    | Rúben Neves           | 2           | 5 (480')     | 0.40  | Al-Hilal            |
| 7    | Achraf Hakimi         | 2           | 6 (519')     | 0.33  | Paris Saint-Germain |
| 8    | Vitinha               | 2           | 6 (540')     | 0.33  | Paris Saint-Germain |

### Anotaciones destacadas
Se detallan las anotaciones de tres o más goles por un mismo jugador conseguidos en un solo partido.
| Fecha      | Jugador         | Minuto        | Local         | Resultado | Visitante     | Rep.      |
| ---------- | --------------- | ------------- | ------------- | --------- | ------------- | --------- |
| 15/06/2025 | Jamal Musiala   | 67' 73' 84'   | Bayern Múnich | 10:0      | Auckland City | Jornada 1 |
| 23/06/2025 | Wessam Abou Ali | 15' 45+2' 51' | Porto         | 4:4       | Al-Ahly       | Jornada 3 |

### Autogoles
Se detallan los autogoles marcados.
| Fecha      | Jugador               | Minuto    | Local               | Resultado | Visitante         | Rep.             |
| ---------- | --------------------- | --------- | ------------------- | --------- | ----------------- | ---------------- |
| 16/06/2025 | Nicolás Otamendi      | 21' , 1:0 | Boca Juniors        | 2:2       | Benfica           | Jornada 1        |
| 19/06/2025 | Wessam Abou Ali       | 49' , 1:0 | Palmeiras           | 2:0       | Al-Ahly           | Jornada 2        |
| 21/06/2025 | Khuliso Mudau         | 59' , 1:4 | Mamelodi Sundowns   | 3:4       | Borussia Dortmund | Jornada 2        |
| 22/06/2025 | Abdelmounaim Boutouil | 6' , 1:0  | Juventus            | 4:1       | Wydad Casablanca  | Jornada 2        |
| 24/06/2025 | Nathan Garrow         | 26' , 0:1 | Auckland City       | 1:1       | Boca Juniors      | Jornada 3        |
| 26/06/2025 | Pierre Kalulu         | 26' , 1:2 | Juventus            | 2:5       | Manchester City   | Jornada 3        |
| 29/06/2025 | Tomás Avilés          | 44' , 3:0 | Paris Saint-Germain | 4:0       | Inter Miami       | Octavos de final |
| 29/06/2025 | Erick Pulgar          | 6' , 0:1  | Flamengo            | 2:4       | Bayern Múnich     | Octavos de final |
| 04/07/2025 | Weverton              | 83' , 1:2 | Palmeiras           | 1:2       | Chelsea           | Cuartos de final |

### Rendimiento general
| Pos. | Equipo              | Pts. | PJ | G | E | P | GF | GC | Dif. | Clasificación Mundial de Clubes   |
| ---- | ------------------- | ---- | -- | - | - | - | -- | -- | ---- | --------------------------------- |
| 1    | Chelsea             | 18   | 7  | 6 | 0 | 1 | 17 | 5  | +12  | Campeón                           |
| 2    | Paris Saint-Germain | 15   | 7  | 5 | 0 | 2 | 16 | 4  | +12  | Subcampeón                        |
| 3    | Real Madrid         | 13   | 6  | 4 | 1 | 1 | 11 | 8  | +3   | Eliminado en las semifinales      |
| 4    | Fluminense          | 11   | 6  | 3 | 2 | 1 | 8  | 5  | +3   | Eliminado en las semifinales      |
| 5    | Borussia Dortmund   | 10   | 5  | 3 | 1 | 1 | 9  | 7  | +2   | Eliminado en los cuartos de final |
| 6    | Bayern Múnich       | 9    | 5  | 3 | 0 | 2 | 16 | 6  | +10  | Eliminado en los cuartos de final |
| 7    | Al-Hilal            | 8    | 5  | 2 | 2 | 1 | 8  | 6  | +2   | Eliminado en los cuartos de final |
| 8    | Palmeiras           | 8    | 5  | 2 | 2 | 1 | 6  | 4  | +2   | Eliminado en los cuartos de final |
| 9    | Manchester City     | 9    | 4  | 3 | 0 | 1 | 16 | 6  | +10  | Eliminado en los octavos de final |
| 10   | Benfica             | 7    | 4  | 2 | 1 | 1 | 10 | 6  | +4   | Eliminado en los octavos de final |
| 11   | Flamengo            | 7    | 4  | 2 | 1 | 1 | 8  | 6  | +2   | Eliminado en los octavos de final |
| 12   | Inter de Milán      | 7    | 4  | 2 | 1 | 1 | 5  | 4  | +1   | Eliminado en los octavos de final |
| 13   | Juventus            | 6    | 4  | 2 | 0 | 2 | 11 | 7  | +4   | Eliminado en los octavos de final |
| 14   | Botafogo            | 6    | 4  | 2 | 0 | 2 | 3  | 3  | 0    | Eliminado en los octavos de final |
| 15   | Monterrey           | 5    | 4  | 1 | 2 | 1 | 6  | 3  | +3   | Eliminado en los octavos de final |
| 16   | Inter Miami         | 5    | 4  | 1 | 2 | 1 | 4  | 7  | −3   | Eliminado en los octavos de final |
| 17   | Atlético de Madrid  | 6    | 3  | 2 | 0 | 1 | 4  | 5  | −1   | Eliminado en la fase de grupos    |
| 18   | Mamelodi Sundowns   | 4    | 3  | 1 | 1 | 1 | 4  | 4  | 0    | Eliminado en la fase de grupos    |
| 19   | River Plate         | 4    | 3  | 1 | 1 | 1 | 3  | 3  | 0    | Eliminado en la fase de grupos    |
| 20   | Salzburgo           | 4    | 3  | 1 | 1 | 1 | 2  | 4  | −2   | Eliminado en la fase de grupos    |
| 21   | Espérance de Tunis  | 3    | 3  | 1 | 0 | 2 | 1  | 5  | −4   | Eliminado en la fase de grupos    |
| 22   | Al-Ain              | 3    | 3  | 1 | 0 | 2 | 2  | 12 | −10  | Eliminado en la fase de grupos    |
| 23   | Porto               | 2    | 3  | 0 | 2 | 1 | 5  | 6  | −1   | Eliminado en la fase de grupos    |
| 24   | Boca Juniors        | 2    | 3  | 0 | 2 | 1 | 4  | 5  | −1   | Eliminado en la fase de grupos    |
| 25   | Al-Ahly             | 2    | 3  | 0 | 2 | 1 | 4  | 6  | −2   | Eliminado en la fase de grupos    |
| 26   | Los Angeles         | 1    | 3  | 0 | 1 | 2 | 1  | 4  | −3   | Eliminado en la fase de grupos    |
| 27   | Auckland City       | 1    | 3  | 0 | 1 | 2 | 1  | 17 | −16  | Eliminado en la fase de grupos    |
| 28   | Ulsan HD            | 0    | 3  | 0 | 0 | 3 | 2  | 6  | −4   | Eliminado en la fase de grupos    |
| 29   | Pachuca             | 0    | 3  | 0 | 0 | 3 | 2  | 7  | −5   | Eliminado en la fase de grupos    |
| 30   | Seattle Sounders    | 0    | 3  | 0 | 0 | 3 | 2  | 7  | −5   | Eliminado en la fase de grupos    |
| 31   | Wydad Casablanca    | 0    | 3  | 0 | 0 | 3 | 2  | 8  | −6   | Eliminado en la fase de grupos    |
| 32   | Urawa Red Diamonds  | 0    | 3  | 0 | 0 | 3 | 2  | 9  | −7   | Eliminado en la fase de grupos    |

Actualizado a los partidos jugados el 13 de julio de 2025.
 Fuente: Sitio oficial.

## Premios y reconocimientos

### Jugador del partido
Este es un premio individual concedido al mejor jugador al término de cada uno de los 63 partidos del torneo. Oficialmente, este premio al jugador con el mejor desempeño durante los juegos se reconoce por motivos de patrocinio como «Jugador Superior Michelob Ultra del partido», entregada por la marca de cerveza perteneciente a Grupo Modelo, y que se elige mediante una votación en un sitio web de la FIFA durante el segundo tiempo de cada partido. 
| Fase de grupos - Fecha 1 | Fase de grupos - Fecha 1 | Fase de grupos - Fecha 2 | Fase de grupos - Fecha 2 | Fase de grupos - Fecha 3 | Fase de grupos - Fecha 3 | Fases eliminatorias | Fases eliminatorias |
| Jugador                  | Partido                  | Jugador                  | Partido                  | Jugador                  | Partido                  | Jugador             | Partido             |
| ------------------------ | ------------------------ | ------------------------ | ------------------------ | ------------------------ | ------------------------ | ------------------- | ------------------- |
| Oscar Ustari             | AHL 0:0 MIA              | Estêvão                  | SEP 2:0 AHL              | Achraf Hakimi            | SEA 0:2 PSG              | John                | SEP 1:0 BOT         |
| Michael Olise            | BAY 10:0 AKL             | Lionel Messi             | MIA 2:1 POR              | Antoine Griezmann        | ATM 1:0 BOT              | Moisés Caicedo      | SLB 1:4 CHE         |
| Vitinha                  | PSG 4:0 ATM              | Pablo Barrios            | SEA 1:3 ATM              | Luis Suárez              | MIA 2:2 SEP              | João Neves          | PSG 4:0 MIA         |
| Estêvão                  | SEP 0:0 POR              | Igor Jesus               | PSG 0:1 BOT              | Wessam Abou Ali          | POR 4:4 AHL              | Harry Kane          | FLA 2:4 BAY         |
| Igor Jesus               | BOT 2:1 SEA              | Ángel Di María           | SLB 6:0 AKL              | Anatoliy Trubin          | SLB 1:0 BAY              | Jhon Arias          | INT 0:2 FLU         |
| Pedro Neto               | CHE 2:0 LAF              | Bruno Henrique           | FLA 3:1 CHE              | Christian Gray           | AKL 1:1 BOC              | Marcos Leonardo     | MCI 3:4 HIL         |
| Miguel Merentiel         | BOC 2:2 SLB              | Youcef Belaïli           | LAF 0:1 EST              | Giorgian de Arrascaeta   | LAF 1:1 FLA              | Federico Valverde   | RMA 1:0 JUV         |
| Giorgian de Arrascaeta   | FLA 2:0 EST              | Harry Kane               | BAY 2:1 BOC              | Tosin Adarabioyo         | EST 0:3 CHE              | Serhou Guirassy     | BVB 2:1 CFM         |
| Jhon Arias               | FLU 0:0 BVB              | Jobe Bellingham          | MSD 3:4 BVB              | Ignácio                  | MSD 0:0 FLU              | Hércules            | FLU 2:1 HIL         |
| Facundo Colidio          | RIV 3:1 URD              | Ryōma Watanabe           | INT 2:1 URD              | Daniel Svensson          | BVB 1:0 UHD              | Estêvão             | SEP 1:2 CHE         |
| Iqraam Rayners           | UHD 0:1 MSU              | Jhon Arias               | FLU 4:2 UHD              | Francesco Pio Esposito   | INT 2:0 RIV              | Désiré Doué         | PSG 2:0 BAY         |
| Sergio Ramos             | CFM 1:1 INT              | Franco Mastantuono       | RIV 0:0 CFM              | Germán Berterame         | URD 0:4 CFM              | Fran García         | RMA 3:2 BVB         |
| Phil Foden               | MCI 2:0 WAC              | Kenan Yıldız             | JUV 4:1 WAC              | Jérémy Doku              | JUV 2:5 MCI              | João Pedro          | FLU 0:2 CHE         |
| Gonzalo García           | RMA 1:1 HIL              | Jude Bellingham          | RMA 3:1 PAC              | Kodjo Laba               | WAC 1:2 AIN              | Fabián Ruiz         | PSG 4:0 RMA         |
| Oscar Gloukh             | PAC 1:2 SAL              | Yassine Bounou           | SAL 0:0 HIL              | Vinícius Júnior          | SAL 0:3 RMA              | Cole Palmer         | CHE 3:0 PSG         |
| Randal Kolo Muani        | AIN 0:5 JUV              | İlkay Gündoğan           | MCI 6:0 AIN              | Salem Al-Dawsari         | HIL 2:0 PAC              |                     |                     |

### Bota de Oro
Reconocimiento al jugador que más goles haya marcado en el transcurso de la competetición. El ganador fue el jugador del Real Madrid, Gonzalo García. Pese a terminar empatado a cuatro goles con Di María, Guirassy y Marcos Leonardo, se llevó el trofeo por haber dado además una asistencia.

### Mejor Jugador Joven
Premio al jugador joven con mejor rendimiento, el premio fue entregado al jugador del Paris Saint-Germain, Désiré Doué.

### Guante de Oro
Robert Sánchez arquero del Chelsea F. C. fue elegido como el mejor arquero de la competencia.

### Balón de Oro
El jugador Cole Palmer fue reconocido como el mejor jugador del torneo. En la final, en la victoria 3:0 frente al París Saint-Germain, marcó un doblete y dio una asistencia.

### Premio al Juego Limpio
El premio al juego limpio o fair play se entregó al equipo que menos tarjetas haya recibido, el club de Alemania, Bayern Múnich fue el premiado.

### Equipo Ideal del Mundial de Clubes
| Equipo Ideal 2025 | Equipo Ideal 2025 | Equipo Ideal 2025   |
| Pos.              | Futbolista        | Equipo              |
| ----------------- | ----------------- | ------------------- |
| Guardameta        | Yassine Bounou    | Al-Hilal            |
| Defensa           | Achraf Hakimi     | Paris Saint-Germain |
| Defensa           | Marquinhos        | Paris Saint-Germain |
| Defensa           | Thiago Silva      | Fluminense          |
| Defensa           | Marc Cucurella    | Chelsea             |
| Centrocampista    | Enzo Fernández    | Chelsea             |
| Centrocampista    | Vitinha           | Paris Saint-Germain |
| Centrocampista    | Cole Palmer       | Chelsea             |
| Delantero         | Pedro Neto        | Chelsea             |
| Delantero         | Gonzalo García    | Real Madrid         |
| Delantero         | Jhon Arias        | Fluminense          |

Fuente: FIFA

## Símbolos y mercadeo

### Trofeo
Además de la reestructuración del formato también se hizo lo mismo con el trofeo que será otorgado al club que se proclame campeón de la competencia, el mismo consta de una forma circular dorada que en su circunferencia superior lleva esculpido -Mundial de Clubes- en español, inglés y francés, sostenido en una base que lo sostiene de color negro con el logo de FIFA en dorado, el trofeo fue diseñado por la casa de joyería Tiffany & Co.
El trofeo lleva grabado un mapamundi junto a las 211 federaciones miembros de la FIFA y un espacio para grabar los nombres de los clubes que logren alzarse con el título. Cada club vencedor será acreditado con una réplica del trofeo y su nombre será grabado en el mismo, ya que cuenta con 24 bloques de grabación para los futuros campeones de cada edición.

### Canción oficial
El 4 de septiembre de 2024, junto con la presentación del logotipo oficial, la FIFA reveló que la canción Freed from Desire, de la cantante italiana Gala Rizzatto, fue escogida como canción oficial del torneo. El 29 de enero de 2025 se anunció que el cantante británico Robbie Williams actuaría en el torneo, incluyendo una nueva canción a dueto con la cantante italiana Laura Pausini.

### Balón oficial
El 31 de enero de 2025, Adidas presentó el balón oficial. El diseño presenta patrones de bloques con bordes dentados y estrellas y rayas deconstruidas en rojo, blanco y azul, los colores de la bandera de los Estados Unidos.

### Patrocinios

#### Socios de la Copa Mundial de Clubes[54]
- Airbnb
- Anheuser-Busch InBev
- Bank of America
- Betano
- Coca-Cola
- Fondo de Inversión Pública
- Hisense
- Jeep
- Lenovo
- Panini
- Qatar Airways
- The Home Depot
- Visa

#### Proveedores de la Copa Mundial de Clubes[54]
- Adidas
- AIM Sport
- ChargeFuze
- Evolv
- Rock-It Cargo
- Taittinger
- Tiffany & Co.

## Derechos de transmisión
El 4 de diciembre de 2024 se anunció el acuerdo entre la FIFA y la plataforma de streaming DAZN para la transmisión a nivel mundial del campeonato, el cual contempla la opción de sublicenciar los derechos a emisoras locales.
El 10 de abril de 2025, la plataforma de streaming Migu adquirió los derechos de transmisión en China, en un acuerdo directo que abarca dos ediciones. Dado que DAZN no tiene presencia en China, se entiende que la FIFA ha negociado el acuerdo directamente con Migu.

#### Sublicencias
| Territorio          | Emisoras                            | Ref.          |
| ------------------- | ----------------------------------- | ------------- |
| África subsahariana | SuperSport                          | [ 57 ]        |
| África francófona   | New World TV                        | [ 58 ]        |
| Sudamérica          | DSports/DGO                         | [ 59 ]        |
| Sudamérica          | Disney+ (21 partidos)               | [ 60 ]        |
| Alemania            | Sat.1/Joyn                          | [ 61 ] [ 62 ] |
| Argentina           | Telefe (21 partidos)                | [ 63 ]        |
| Brasil              | CazéTV (39 partidos)                | [ 64 ]        |
| Brasil              | TV Globo SporTV                     | [ 65 ]        |
| Bolivia             | Red UNO (14 partidos)               | [ 66 ]        |
| Bolivia             | Tigo Sports Bolivia                 | [ 67 ]        |
| Chile               | Chilevisión (21 partidos)           | [ 68 ]        |
| Colombia            | Win Sports (21 partidos)            | [ 69 ] [ 70 ] |
| Costa Rica          | Teletica                            | [ 71 ]        |
| Ecuador             | Teleamazonas (21 partidos)          | [ 72 ]        |
| El Salvador         | Canal 4                             | [ 73 ]        |
| España              | Mediaset España (1 partido por día) | [ 74 ]        |
| Estados Unidos      | TNT Sports (inglés)                 | [ 75 ]        |
| Estados Unidos      | TUDN/Univision/UniMás (español)     | [ 76 ]        |
| Guatemala           | TV Azteca Guate                     | [ 77 ]        |
| Honduras            | Deportes TVC                        | [ 78 ]        |
| Italia              | Mediaset (1 partido por día)        | [ 74 ]        |
| México              | Televisa (TUDN/ViX)                 | [ 79 ]        |
| Nicaragua           | Viva Nicaragua                      | [ 80 ]        |
| Panamá              | Nex                                 | [ 81 ]        |
| Paraguay            | Tigo Sports                         | [ 82 ]        |
| Paraguay            | SNT                                 | [ 82 ]        |
| Paraguay            | Telefuturo                          | [ 82 ]        |
| Perú                | América TV (21 partidos)            | [ 83 ]        |
| Reino Unido         | Channel 5 (23 partidos)             | [ 84 ]        |
| Venezuela           | Televen/Venevisión                  | [ 85 ]        |

## Organización

### Ceremonia de apertura
La ceremonia inaugural fue presentada por Vikina y Richaelio, producida y dirigida por Emilio Estefan Jr., y contó con French Montana y Swae Lee como los artistas principales. Mostrando posteriormente los 32 escudos de los clubes participantes.
El Hard Rock Stadium de Miami albergó el primer espectáculo del torneo antes del encuentro del Inter Miami contra el cuadro egipcio Al Ahly.
También se anunció que los jugadores iban a entran a un «estilo NBA», cada jugador iba a entrar solo al estadio con un locutor diciendo su nombre, la idea era que solo se utilizara durante la primera fecha a modo de bienvenida.

## Controversias

### Críticas al formato y a la competición
Gianni Infantino anunció en diciembre del 2022 que todavía estaba prevista una versión del torneo de 32 equipos en el 2025, pero que la propuesta requeriría la aprobación de las seis confederaciones. La expansión propuesta fue criticada por la FIFPRO, un sindicato global de jugadores profesionales, así como por el Foro de Ligas Mundiales, que representa a las ligas profesionales; Ambas organizaciones expresaron su preocupación por el bienestar de los jugadores debido a los partidos agregados en un calendario de juego ya congestionado. La Liga, la primera división española, también criticó el plan y dijo en un comunicado que consideraría acciones legales para bloquear la expansión.
El formato del torneo ha generado controversia, con muchos clubes y federaciones nacionales oponiéndose a su programación y acusando a la FIFA de priorizar el dinero sobre la salud de los jugadores. La incorporación del nuevo torneo de la Copa Intercontinental de la FIFA generaría supuestamente una sobrecarga de competiciones y pondrá en riesgo la salud de los jugadores.
En mayo de 2024, la FIFPro y el Foro de Ligas Mundiales enviaron conjuntamente una carta a la FIFA solicitando una reprogramación de la competencia para darles un mayor descanso entre las grandes competencias futbolísticas, que también habían presentado expansiones masivas. Ambas organizaciones avisaron en dicha carta que tomarían acciones legales en contra de la FIFA u otras acciones de boicot si no se cumplía su petición. Posteriormente, el 13 de junio de 2024, la FIFPro dio a conocer que la Asociación de Futbolistas Profesionales inglesa (PFA) y la Unión Nacional de Futbolistas Profesionales de Francia (UNPF) presentaron una demanda legal en contra del ente rector del fútbol en la Corte de Comercio en Bruselas, como protesta al torneo por ignorar su petición. Un mes después, el 23 de julio de 2024, la FIFPro y diversas ligas europeas anunciaron que presentarán otra denuncia en contra de la FIFA ante la Comisión Europea alegando que «el calendario de partidos internacionales está más allá de la saturación y se ha vuelto insostenible para las ligas nacionales, además, de un riesgo para la salud de los jugadores», sumado a que también acusan al ente rector de tomar decisiones «de forma unilateral favoreciendo sus competiciones e intereses comerciales».

### Impacto en los fichajes y agentes libres
Se cuestionó el posible impacto de los traspasos en el torneo, ya que el mercado de fichajes de verano estará abierto en muchas ligas durante el torneo, por lo que los jugadores podrían ser transferidos a otro club durante el torneo, incluso a otros equipos participantes. Además, muchos contratos de jugadores en Europa vencen el 30 de junio, lo que podría afectar la participación de algunos.
El 3 de octubre de 2024, la FIFA anunció que se habilitaría un periodo de fichajes opcional del 1 al 10 de junio para las federaciones miembro cuyos clubes se hayan clasificado para el torneo. De implementarse este periodo, estaría disponible para todos los clubes de las federaciones en cuestión, no solo para los participantes del Mundial de Clubes. Para abordar el problema contractual, la FIFA declaró que «habría un periodo restringido en competición» del 27 de junio al 3 de julio, «dentro de un límite establecido y con limitaciones específicas», durante el cual los clubes podrían reemplazar a jugadores cuyos contratos estén a punto de vencer.

### Precios de las entradas
Inicialmente, los precios de los partidos del torneo eran muy altos en comparación con torneos como el Mundial y la Eurocopa, con entradas que llegaban a costar hasta 2200 dólares para la final debido al sistema de precios dinámicos. El 10 de febrero de 2025, se informó que la FIFA había reducido los precios de las entradas debido al bajo interés, ya que los precios de las entradas más económicas para las semifinales y la final habían bajado a unos 140 y 300 dólares, respectivamente. A pesar de la reducción de precios, la FIFA cobró una tasa de cancelación del 10% a quienes quisieran cambiar sus entradas.
Luego para el partido inaugural del Mundial, la FIFA temió que fuera muy poca gente al partido entre el Inter de Miami y el Al-Ahly. Ante esto la FIFA ha decidido volver a bajar el precio de las entradas a solo 20 dólares y con la promoción de hasta 4 entradas de regalo. 

### Elección del Inter Miami
Al igual que en ediciones anteriores de la Copa Mundial de Clubes de la FIFA, el nuevo formato asignó un puesto reservado para el país anfitrión. Tradicionalmente, este puesto lo ocupa el campeón vigente del país anfitrión. A diferencia de muchas ligas de fútbol del mundo, el campeón de la Major League Soccer se determina mediante una eliminatoria de postemporada en lugar de la clasificación de la temporada regular (en el caso de la temporada 2024, fueron Los Angeles Galaxy). El método exacto de clasificación se mantuvo sin determinar durante un período prolongado hasta la temporada regular de 2024. En el Juego de las Estrellas de la Major League Soccer, celebrado en mitad de temporada, el comisionado de la liga, Don Garber, sugirió que el puesto podría ser ocupado por el ganador del Supporters' Shield 2024, el ganador de la MLS Cup 2024 o un posible desempate entre ellos. El 19 de octubre de 2024, la FIFA anunció repentinamente que el último puesto se le daría al Inter Miami como ganador del Supporters' Shield de 2024, antes del comienzo de los playoffs de la MLS Cup 2024 y después de que el Inter Miami ya hubiera ganado el Shield. Esta decisión fue criticada por los fanáticos y los expertos de los medios por su falta de transparencia, falta de clasificación por mérito deportivo tradicional y como un intento de cortejar a los patrocinadores al asegurar que Lionel Messi participaría en el torneo. El 10 de noviembre de 2024, el Inter Miami fue eliminado de los playoffs de la MLS Cup por el Atlanta United en la primera ronda. A pesar de esto, el entonces entrenador del Inter Miami, Gerardo Martino, defendió la elección del equipo, argumentando que el Supporters' Shield era suficiente justificación para la elección.

### Exclusión del Club León
Durante el mes de octubre de 2024, la FIFA notificó al Grupo Pachuca, propietario de los equipos mexicanos Club León (clasificado como campeón de la Liga de Campeones de la Concacaf 2023) y C. F. Pachuca (clasificado como campeón de la edición de 2024), que el reglamento del torneo, aprobado para su publicación en el siguiente mes, incluía una normativa que impedía la participación en el certamen de dos o más clubes propiedad de un mismo dueño, por lo que instó a dicha compañía a vender uno de sus equipos en un plazo máximo de cinco meses. El 5 de noviembre de 2024 fue publicado el reglamento del torneo, el cual en efecto, en su artículo 10 específica la prohibición de la «multipropiedad» para los participantes del torneo.
El 20 de noviembre se elevó una queja formal a la Comisión Disciplinaria de la FIFA por parte del club costarricense Liga Deportiva Alajuelense, solicitando la exclusión de uno de los equipos mencionados al ser ambos propiedad de Grupo Pachuca, en cumplimiento de lo dispuesto por el mencionado artículo del reglamento; al tiempo de pedir su propia inclusión en virtud de ser el equipo mejor rankeado en el periodo 2021-2024 por la FIFA, ajeno a las ligas de origen de los campeones ya clasificados (Liga MX y MLS); el día 5 de diciembre el club tico hizo público su procedimiento. A esta queja se sumó una denuncia en el Tribunal de Arbitraje Deportivo realizada el 3 de febrero de 2025, debido a la falta de respuesta de parte de FIFA. El 6 de febrero los clubes Pachuca y León (al igual que todos los participantes) firmaron la aceptación del reglamento; en tanto el propietario comunicó a la FIFA el proyecto de venta del cuadro leonés; no obstante el expediente enviado al máximo órgano rector mostraba la simulación de la venta a través de un fideicomiso, cuyo principal accionista, Jesús Martínez Murguía; era el mismo hijo del dueño de Grupo Pachuca, Jesús Martínez Patiño.
El 21 de marzo de 2025, la FIFA dictaminó la exclusión del Club León, según lo dispuesto en el reglamento del torneo. Cinco días después el equipo mexicano presentó una demanda ante el TAS, bajo el principio de «irretroactividad», es decir, que no podía ser sancionado por una norma no vigente al momento de clasificarse. 
El 6 de mayo de 2025, el TAS emitió su resolución final en torno a las dos demandas relacionadas (la de Alajuelense y la de León), ratificando la exclusión dictaminada por la FIFA por incumplimiento en el reglamento del torneo; al tiempo que la del club tico fue rechazada.
De acuerdo al artículo 44 del reglamento del torneo, las situaciones excepcionales, como este caso, son determinadas por la misma FIFA; por ello la decisión del método para reemplazar a León sería dispuesto por el organismo rector del balompié. El presidente de la FIFA comunicó, el mismo día de la exclusión del equipo guanajuatense, que se realizaría un partido de reclasificación, con fecha y sede por determinar entre el subcampeón de la Liga de Campeones de la Concacaf 2023 (Los Angeles F. C.) y el club con mejor ranking FIFA del periodo 2021-2024 (Club América). Finalmente, el 16 de mayo de 2025, el ente rector comunicó que el partido entre los californianos y el elenco americanista se llevará a cabo el 31 de mayo de 2025, en el BMO Stadium de Los Ángeles a las 19:30 horas (hora local), y que el ganador de este encuentro tomaría el lugar vacante en el Grupo D que dejó el León.
Finalmente el equipo de Los Angeles F. C. sería el ganador del repechaje al vencer 2–1 al Club América, de esta forma se completaron todos los equipos participantes.